# Napari
Napari är en regionhuvudort i Kiribati.   De ligger i örådet Tabuaeran och ögruppen Linjeöarna, i den västra delen av landet, 3 100 km öster om huvudstaden Tarawa. Napari ligger 9 meter över havet och antalet invånare är 194. De ligger på ön Tawata.
Terrängen runt Napari är mycket platt.  Närmaste större samhälle är Tenenebo Village, 8,1 km sydost om Napari. 